# Institut national des jeunes sourds de Bordeaux-Gradignan
Das Institut national de jeunes sourds de Bordeaux-Gradignan (INJS) ist eine französische Gehörlosenschule für junge Gehörlose mit Sitz im Château Laburthe, situé au 25, cours du Général de Gaulle in Gradignan. Das ehemalige Institution nationale des sourdes et muettes de Bordeaux-Castéja, das noch immer als historisches Denkmal besteht, befand sich in der rue Abbé-de-L’Epée 87 in Bordeaux.

## Geschichte
Das institut des sourdes-muettes wurde gegründet am 20. Februar 1786, im Bezirk Saint-Seurin unter der Schirmherrschaft von Erzbischof Jérôme Champion de Cicé, der die Leitung Roch Ambroise Sicard anvertraute, einem der besten Schüler von Charles-Michel de l’Epée, genannt Abbé de L'Épée. Dieses Institut war die zweite nationale Einrichtung für die Ausbildung von Gehörlosen. Das Institut in Paris war ausschließlich der Ausbildung von Jungen vorbehalten und das Institut in Bordeaux der Ausbildung von Mädchen. Im April 1790 übernahm der Laie Jean de Saint-Sernin (1741–1816) von Sicard und leitete das Unternehmen bis zu seinem Tod. Die Schule, die anfangs etwa zwanzig Schüler aufnahm, befand sich zunächst in der rue Capdeville puis 39 und ab 1792 in der rue du Hâ, in einem Flügel des Minimes-Klosters.
Während der Revolution stellt ein Dekret des Konvents vom 12. Mai 1793 die Schule „unter den besonderen Schutz der Nation“. 1797 zog sie in die rue des Religieuses (heute rue Thiac) in das ehemalige Katharinenkloster. Ab 1804 waren die Schwestern von Nevers für die Ausbildung junger Mädchen verantwortlich. Bis 1834 sorgten Baumaßnahmen dafür, dass die Gebäude mehr oder weniger in gutem Zustand blieben. Allerdings konnten sie weder die Probleme der Ungesundheit und der beengten Verhältnisse noch den langsamen Verfall der Gebäude verhindern. In einigen Fällen standen im Zuge städtischer Bauprojekte sogar der Abriss bevor.

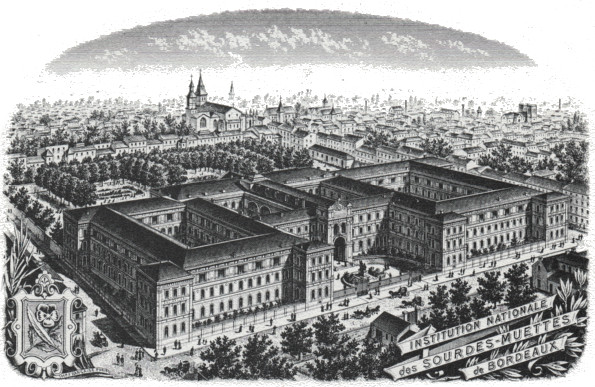
Das von Joseph-Adolphe Thiac erbaute Institution nationale des sourdes et muettes

Zwischen 1834 und 1860 wurden vier Bauprojekte von Joseph-Adolphe Thiac, Departementsarchitekt von Bordeaux und Erbauer des Palais de Justice, entwickelt und vorgeschlagen. Das letzte Projekt wird nach letzten Änderungen aufgrund des Dekrets vom 11. September 1859 angenommen und zukünftige Räumlichkeiten nur an junge Mädchen vergeben. Es ist eine nationale Einrichtung für Gehörlose.
Im Jahr 1940, während der Besetzung Frankreichs wurde das Gebäude von den Deutschen beschlagnahmt und von 1949 bis 1958 nach und nach zur zentralen Polizeistation von Bordeaux. Die Einrichtung, die unter dem Namen Institut national des jeunes sourds wieder gemischt wurde, zog 1958 in das château Laburthe in Gradignan um, wo sie sich noch heute befindet.

## Lage
Das Institut, das 1958 in das Château Laburthe in Gradignan verlegt wurde, profitiert gegenüber dem alten Institut von mehreren Vorteilen. Es liegt in der Nähe der Stadt Bordeaux und ihrer Aktivitäten, ihrer Universität und ihrer Krankenhäuser, mit direktem Zugang zur Straße, an der die S-Bahn vorbeiführt, aber auch und vor allem mit einem Waldgebiet, das Schatten spendet, und Wiesen für Spiel und Sport.

## Mission des INJS
Als nationale öffentliche medizinisch-soziale Einrichtung besteht die Aufgabe des Nationalen Instituts für junge Gehörlose in Bordeaux darin, junge Menschen zu unterstützen, die gehörlos sind, unabhängig davon, ob sie schwer oder völlig gehörlos sind. Es werden Schülerinnen und Schüler im Alter von 0 bis 20 Jahren, in allgemeinbildender oder beruflicher Ausbildung und vom Kindergarten bis zum Abitur begrüßt. Die Studierenden entwickeln sich im Rahmen eines individuellen Projekts weiter und profitieren von einer fachübergreifenden und angepassten Förderung.